# A215 (motorväg, Tyskland)
A215 är en motorväg i norra Tyskland som går till Kiel.

## Trafikplatser
|  | Nr | Skyltning                              |
|  | 1  | Kiel-Westring                          |
|  | 2  | Kiel-Mitte                             |
|  | 3  | Kiel-West/Rendsburg/ (Fyrvägskorsning) |
|  |    | Rumohr                                 |
|  | 5  | Blumenthal                             |
|  |    | Sören/Hoffeld (Stängd sedan Jan. 2007) |
|  | 6  | Bordesholm (T-Korsning) E 45           |